# Jorgovanka Tabaković
Jorgovanka Tabaković (en serbio: Јоргованка Табаковић, jorɡǒʋaːŋka tǎbakoʋitɕ; nacida el 20 de marzo de 1960 en Vučitrn, RFS Yugoslavia) es la vicepresidenta del Partido Progresista de Serbia y gobernadora del Banco Nacional de Serbia.

## Biografía
Tabaković tiene una maestría en Ciencias económicas de la Universidad de Pristina y un Doctorado en economía. En 1992, se incorporó al Partido Radical Serbio y obtuvo un escaño en el Parlamento yugoslavo como miembro. Después de las elecciones de 1997, los radicales se incorporó al nuevo gobierno serbio en 1998, con el Partido Socialista de Serbia y el JUL. Ese mismo año, se convirtió en Ministra de la Propiedad y la Transformación Económica.
En mayo de 2008, en las elecciones parlamentarias anticipadas, fue reelegida como miembro del Parlamento. En septiembre de 2008, después de la escisión del partido, se unió al Partido Progresista Serbio dirigido por Tomislav Nikolić, y se convirtió en un miembro del grupo parlamentario «Serbia en Movimiento».
Tras la dimisión del anterior Gobernador Šoškić sobre el desacuerdo con las enmiendas adoptadas para la Ley del NBS, el Presidente de Serbia, Tomislav Nikolić propuso a Tabaković para el puesto, y fue elegida como gobernadora del Banco Nacional de Serbia el 6 de agosto de 2012. Reside en Novi Sad, después de haber residido en Pristina hasta 1999.